# Klebrige Robinie
Die Klebrige Robinie (Robinia viscosa) ist ein kleiner Baum mit rosafarbenen Blüten aus der Unterfamilie der Schmetterlingsblütler (Faboideae). Das natürliche Verbreitungsgebiet liegt in den Vereinigten Staaten. Die Art wird manchmal als Zierstrauch verwendet.

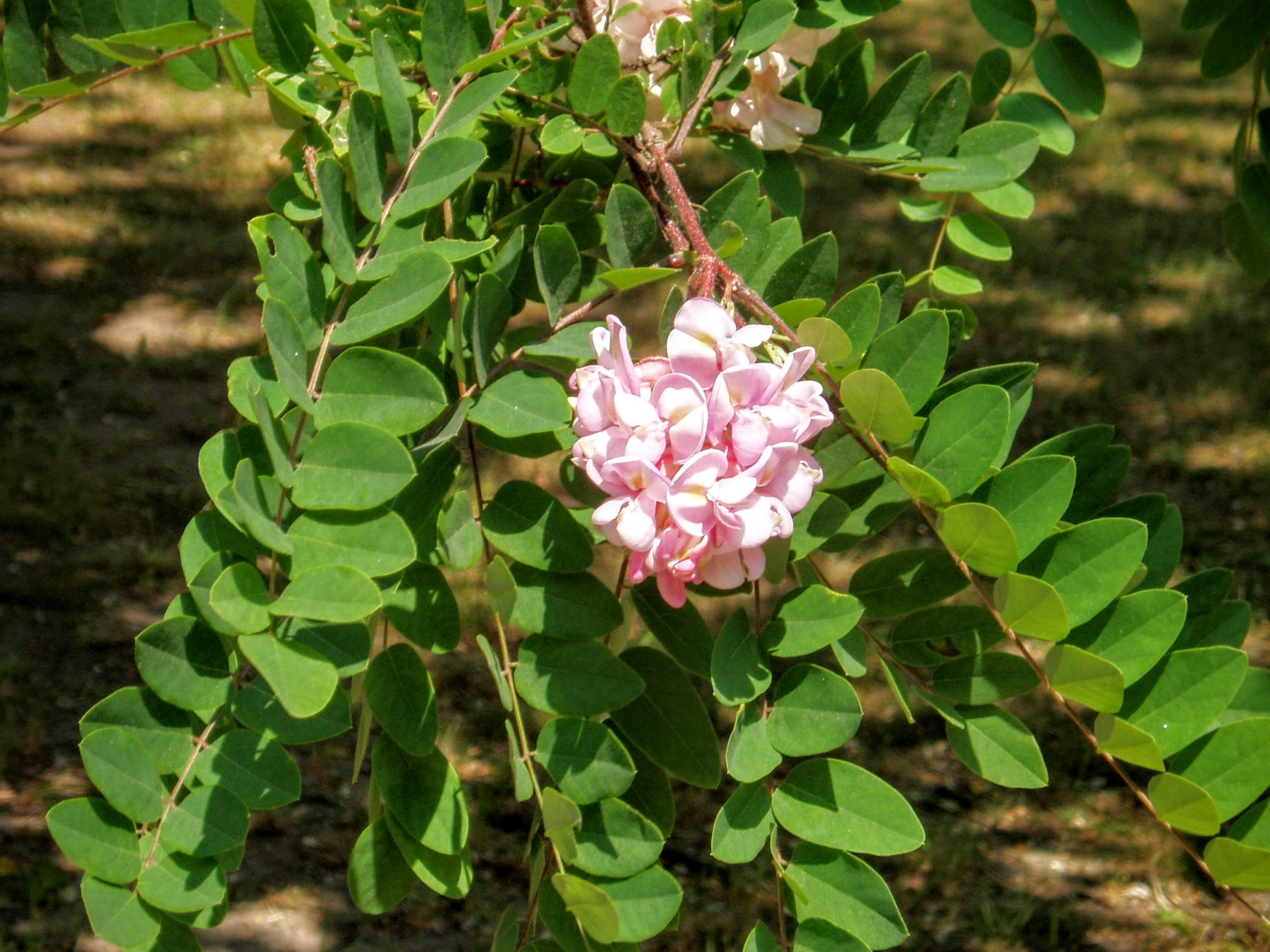
Blätter und Blüten

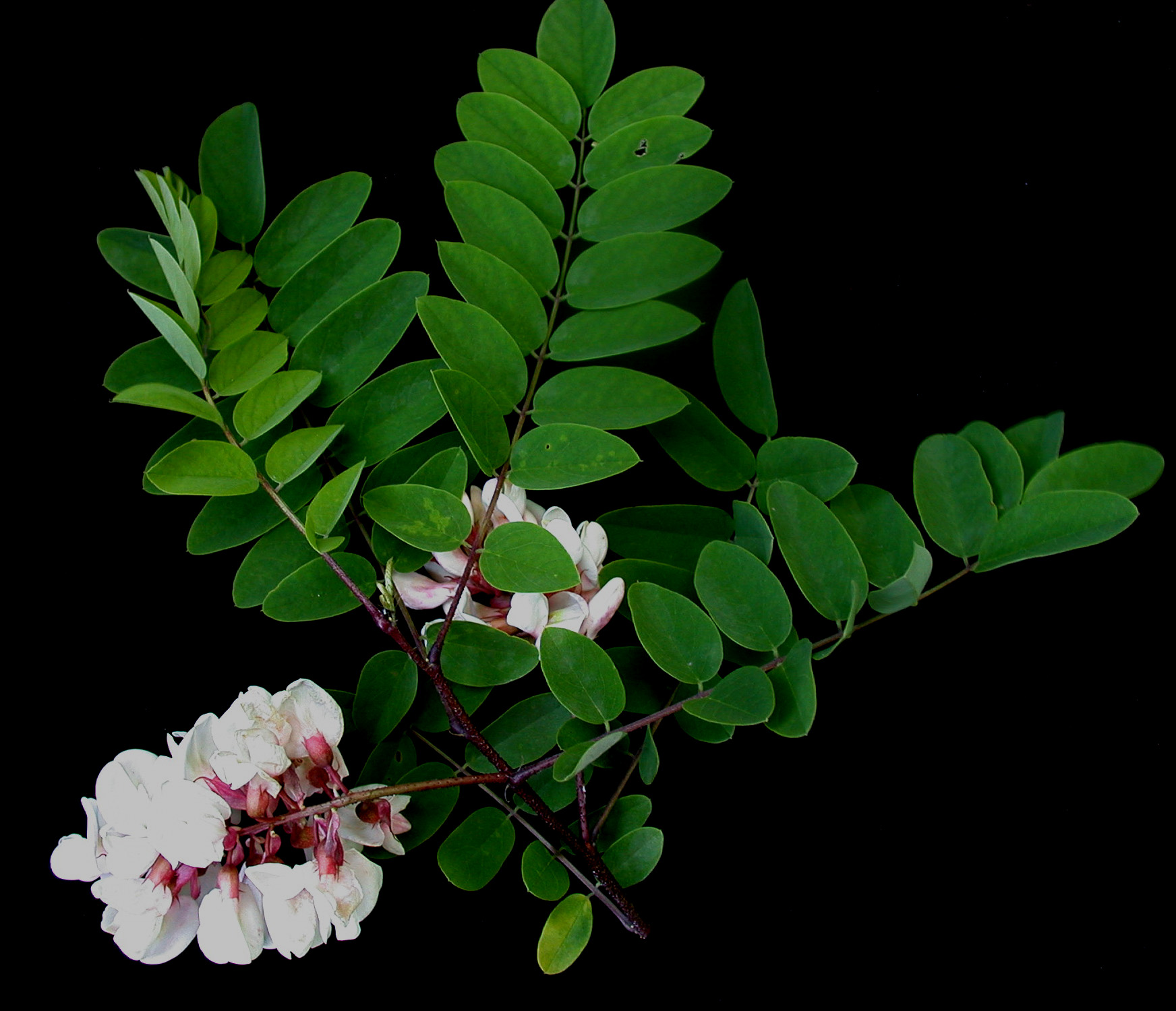
Blätter und Blüten

## Beschreibung
Die Klebrige Robinie ist ein bis zu 12 Meter hoher Baum. Einjährige Zweige sind dunkel rotbraun und dicht drüsig-klebrig. Die Laubblätter sind bis zu 25 Zentimeter lang, gefiedert mit 13 bis 25 Blättchen. Der Blattstiel ist dicht drüsig klebrig. Die zu Dornen umgewandelten Nebenblätter sind klein und fehlen häufig. Die Blättchen sind 2,5 bis 4 Zentimeter lang, eiförmig, stumpf oder spitz mit keilförmiger Basis. Die Blattoberseite ist dunkelgrün und kahl, die Unterseite ist hauptsächlich auf dem Mittelnerv und den Hauptnerven behaart.
Die Blüten wachsen zu sechs bis 16 in 5 bis 8 Zentimeter langen Trauben mit dicht drüsig-klebriger Blütenstandsachse. Die Blüten sind etwa 2 Zentimeter lang, rosafarben mit einem hellgelben Fleck auf der Fahne. Sie sind geruchlos. Der Blütenkelch ist gerötet. Als Früchte werden 5 bis 10 Zentimeter lange, drüsenborstige Hülsen gebildet. Die Klebrige Robinie blüht von Juni bis August.

## Verbreitung
Das natürliche Verbreitungsgebiet liegt in den Vereinigten Staaten im Westen von North Carolina, in South Carolina und Tennessee. Die Klebrige Robinie wächst in Steppen und Trockenwäldern auf trockenen bis frischen, schwach sauren bis stark alkalischen, sandigen, sandig-kiesigen oder sandig-lehmigen, nährstoffreichen Böden an sonnigen bis lichtschattigen Standorten. Die Art ist nässeempfindlich, wärmeliebend und frosthart. Sie wird der Winterhärtezone 6a zugeordnet mit mittleren jährlichen Minimaltemperaturen von −23,3 bis −20,6 °C.

## Systematik
Die Klebrige Robinie (Robinia viscosa) ist eine Art aus der Gattung der Robinien (Robinia) in der Familie der Hülsenfrüchtler (Fabaceae). Dort wird sie in der Unterfamilie der Schmetterlingsblütler (Faboideae) der Tribus Robinieae zugeordnet. Die Art wurde von Étienne Pierre Ventenat 1800 in Description des Plantes Nouvelles et peu connues Tafel 4 erstbeschrieben. Ventenat übernahm damit einen Namen von André Michaux. Der Gattungsname Robinia wurde von Linné für die aus Nordamerika stammende Art Robinia pseudacacia gewählt, die zuvor als Acacia Americana Robini bekannt war. Der Name verweist auf den französischen Hofgärtner und Direktor des Jardin des Plantes in Paris Jean Robin (1550–1629). Er soll die Art von Amerika nach Frankreich gebracht haben. Wahrscheinlicher ist jedoch, dass sein Sohn Vespasien Robin (1579–1662) die Art aus Samen gezogen hat, die er aus Amerika erhalten hatte. Das Artepitheton viscosa stammt aus dem Lateinischen und bedeutet „klebrig“.
Es werden zwei Varietäten unterschieden:
- Robinia viscosa var. hartwigii (Koehne) Ashe: Der Name der Varietät ehrt K.G.Hartwig aus Lübeck, der als erster auf sie aufmerksam gemacht hat.
- Robinia viscosa var. viscosa.

## Verwendung
Die Klebrige Robinie wird selten wegen ihrer Blüten als Zierstrauch verwendet.

## Nachweise